# Mann von Dätgen
Der sogenannte Mann von Dätgen ist eine Moorleiche aus dem 2. bis 4. Jahrhundert, die 1959 im Großen Moor nahe Dätgen im Kreis Rendsburg-Eckernförde in Schleswig-Holstein beim Torfstechen gefunden wurde. Zunächst wurde nur der Körper des Mannes gefunden und erst ein halbes Jahr später, 1960, wurde der abgetrennte Kopf mit der charakteristischen Suebenknotenfrisur entdeckt. Die Moorleiche befindet sich jetzt im Ausstellungsteil Tod und Jenseits der Archäologischen Dauerausstellung des Archäologischen Landesmuseums Schloss Gottorf in Schleswig.

## Fundstelle

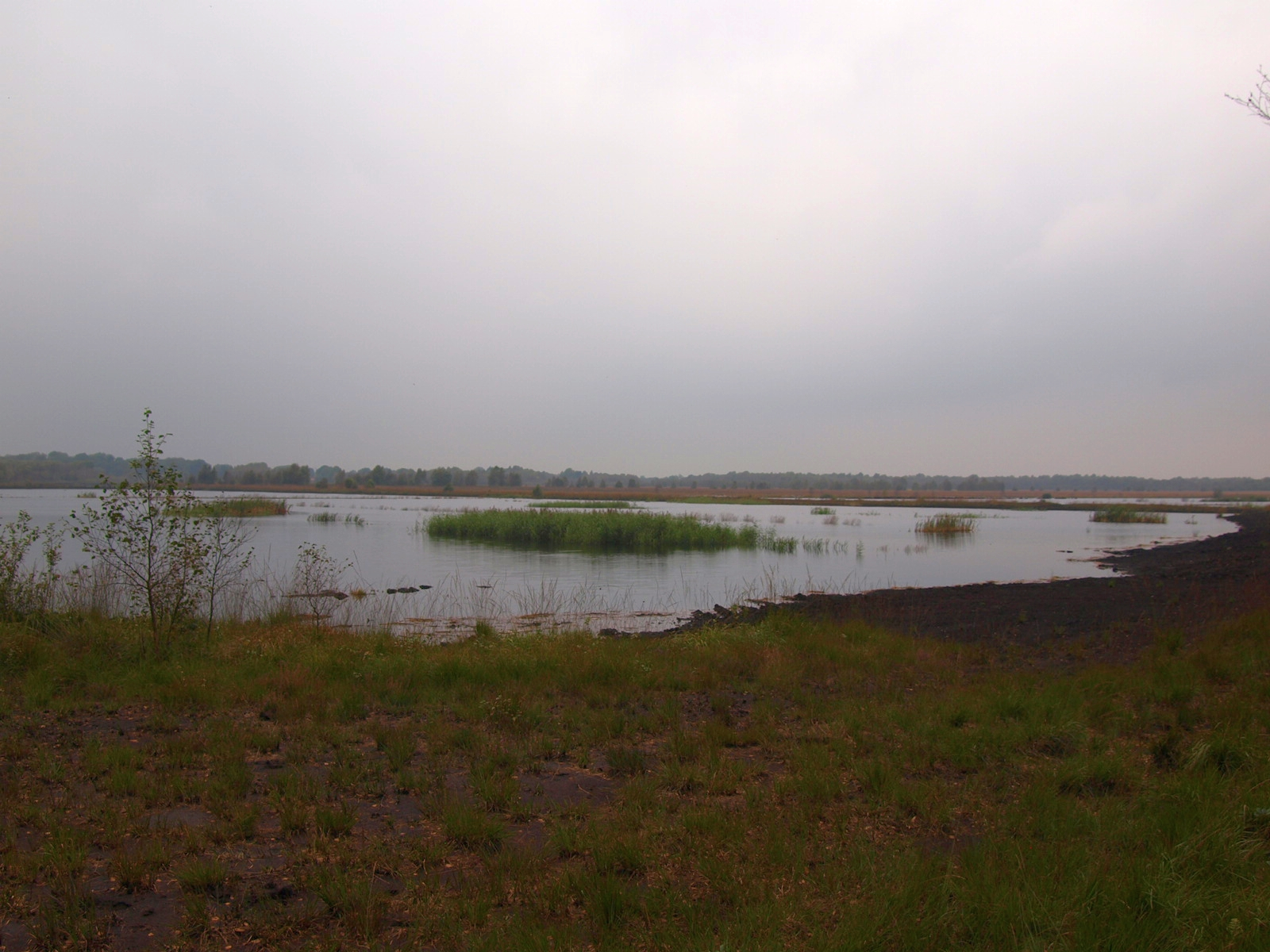
Das abgetorfte, wiedervernässte Große Moor bei Dätgen 2011 – mit Blickrichtung Fundstelle

Das Große Moor besteht aus zwei Becken, die über eine breitere Stelle miteinander verbunden sind. Es liegt zwischen den Gemeinden Dätgen und Loop und östlich des Dorfes Schülp b. Nortorf im Amt Nortorfer Land. Das östliche Ende des Moores grenzt an die Bundesautobahn 7. Es hat eine maximale Ausdehnung von 1900 m in Nord-Süd-Richtung und 3000 m in west-östlicher Richtung. Die Fundstelle selbst liegt auf dem westlichen Teil des Großen Moores auf dem zur Gemeinde Dätgen gehörenden sogenannten Regierungsmoor, auf der Parzelle II. Linie südlich, die im Südosten an die Parzelle Bockmeyers Heide angrenzt. Die Fundstelle liegt etwa 300 bis 500 Meter vom festen Ufer entfernt; das heißt, dass der Mann zu einem Zeitpunkt dort niedergelegt wurde, als die Oberfläche des Moores begehbar war, möglicherweise bei Frost im Winter.
Fundort: 54° 9′ 45,3″ N, 9° 55′ 42,7″ O

## Fundgeschichte
In dem seit langem zum Torfabbau genutzten Großen Moor fanden Arbeiter 1906 im Norden des westlichen Beckens ein Bündel aus mehrfach geflickter Kleidung. Nach Johanna Mestorf handelte es sich um einen Mantel, eine Kniehose, Jackenreste, einen Gürtel und Reste eines Rinderfells. Eine Woche vor Auffindung der Moorleiche von Dätgen wurden 400 Meter südlich mehrere Knüppel aus Birkenholz sowie ein grob zugerichtetes, knieförmig gebogenes, etwa 61 cm langes Holz gefunden, das in seiner Form dem Schaft eines bronzezeitlichen Tüllenbeils ähnelt. Etwa 5 Meter daneben stießen Arbeiter auf die Reste einer mit einem runden Eichenholzdeckel abgedeckten Bestattungsurne der römischen Kaiserzeit und Reste von Leichenbrand. Ein Zusammenhang mit dem Fund der Moorleiche von Dätgen gilt jedoch als unwahrscheinlich.

### Rumpf
Der Mann von Dätgen wurde im September 1959 von Strafgefangenen entdeckt, die im Großen Moor zum Torfstechen eingesetzt wurden. Die Torfschicht wurde hier maschinell abgebaut und der Rumpf der Leiche wurde nur entdeckt, weil die unregelmäßig vom Bagger abgestochene Torfwand manuell mit Schaufeln geglättet wurde. Die Arbeiter hielten den Fund zunächst für die Reste eines Tieres, wobei zunächst Teile der Leiche beschädigt und aus der Fundlage gebracht wurden. Der Fund wurde am 8. September 1959 von Karl Wilhelm Struve vom Museum Schloss Gottorf und L. Aletsee vom Botanischen Institut der Universität Kiel geborgen. Bei ihrem Eintreffen waren das Becken und die Beine der Moorleiche noch in Fundlage. Der Körper lag in gestreckter Rückenlage mit den Beinen in Richtung Nordwesten und dem Rumpf in Richtung Südosten. Er war mit drei dünnen, an einem Ende angespitzten, etwa 150 bis 250 cm langen Birkenpfählen im Boden festgesteckt worden. Die Pfähle waren in einem Winkel von etwa 20° schräg über die Leiche ragend in den Boden eingerammt worden, zwei auf der Ostseite und einer auf der Westseite des Rumpfes. Ein vierter, etwa 47 cm langer Birkenstamm steckte senkrecht zwischen den Oberschenkeln. Der linke Arm lag entlang des Rumpfes mit der Hand auf dem linken Oberschenkel. Der rechte Arm war aus der Fundlage gebracht, wobei mehrere Fingerknochen verloren gegangen waren; seine ursprüngliche Lage ließ sich nicht mehr ermitteln. Beim Freilegen der Beine zeigte sich, dass die Haut der Leiche eine helle Farbe hatte und bereits nach kurzer Zeit durch Oxidation an der Luft stark nachdunkelte. Die Moorschicht hatte an dieser Stelle noch eine Mächtigkeit von 95 bis 100 cm, allerdings lag die ursprüngliche Geländeoberfläche weit höher, da hier bereits einige Jahre früher Torf abgebaut worden war. Außer einem Wollfaden um das linke Fußgelenk wurden keine weiteren Kleidungsbestandteile beobachtet. Zur Bergung wurde die Fundstelle allseitig freigelegt, mit einem untergeschobenen Brett gesichert und in einen Holzverschlag verpackt ins Museum transportiert. Dort wurde der Block im Labor weiter ausgegraben (freigelegt).
Der Kopf der Leiche konnte bei den weiteren Ausgrabungen im Umkreis von 2,5 Metern nicht gefunden werden. Struve und Aletsee baten die Arbeiter darum, zukünftig auf solche Funde zu achten, und stellten ihnen eine Belohnung für den Fall, dass der Kopf gefunden würde, in Aussicht.

### Kopf
Etwa ein halbes Jahr nach der Bergung des Rumpfes stieß der Vorarbeiter Schröder auf den 3,1 Meter westlich des Rumpfes in der gleichen Torfschicht liegenden Kopf. Zunächst bemerkte er drei angespitzte und überkreuzt im Boden steckende Birkenknüppel, unter denen ein Haarschopf hervorragte. Schröder vermutete den fehlenden Kopf und zog den Schülper Lehrer Weber hinzu. Da die Fundstelle auf der Arbeitsrichtung der herannahenden Torfabbaumaschine lag, wurde der Fund noch vor Eintreffen der Fachleute aus dem Museum geborgen. Dazu stach man den im Torf eingebetteten Kopf in einen Block von etwa 50 cm Kantenlänge aus der Torfschicht.

## Konservierung
Die Leiche lag in einer Schicht Weißtorf, etwa 30 cm über der Leiche war die Torfschicht stärker zersetzt, was darauf hindeutet, dass der Tote in eine mit Wasser gefüllte Schlenke abgelegt wurde. Der Körper muss dort vollständig unter Wasser gelegen haben und von der Luftzufuhr abgeschnitten gewesen sein, und die im Wasser gelösten Moorsäuren hemmten den Verwesungsprozess des Körpers. Der Kopf des Toten wurde höchstwahrscheinlich ebenfalls in einer mit Wasser gefüllten Schlenke abgelegt. Im Labor des Museums wurde die Leiche aus der Torfschicht herausgelöst. Um die ursprüngliche Lage der Leiche zu sichern, wurde von dem Abdruck im Torf ein Gipsabdruck erstellt. Nach der anthropologischen Untersuchung wurde die Haut der Leiche mit einer Perhydrollösung gebleicht, um den bei der Auffindung vorliegenden Farbeindruck der Haut wieder zu erhalten. Die Leiche wurde mit Alkohollösungen entwässert und anschließend mit Lanolin schrumpfungsfrei präpariert. Um die konservierten Überreste dauerhaft vor einem Befall durch Pilze, Sporen, Bakterien oder Insekten zu schützen, wurde der Körper zusätzlich mit Pentachlorphenol behandelt.
Neuere Untersuchungen in den 2010er Jahren wurden durch die massiven, zum Teil nicht mehr revidierbaren und nicht mehr zeitgemäßen Konservierungsmaßnahmen der 1950er Jahre erschwert. Die Behandlung des Körpers mit dem giftigen Pentachlorphenol machte die erhaltenen Weichteile der Mumie so empfindlich, dass der Fund nicht mehr transportierbar war und vor Ort geröntgt werde musste. Zudem konnte der Körper nur mit voller Schutzkleidung oberflächlich betrachtet werden. Diese Untersuchungen ergaben, dass nahezu alle losen Knochen der Mumie bei der Konservierung mit Wicklungen aus eisernen und kupfernen Drähten in ihrem anatomischen Verbund fixiert worden waren. Die Wirbelsäule wurde mit einem dicken kunststoffummantelten Draht in Form gehalten. Die Fußknochen waren ebenfalls mit Stahl- und Kupferdraht und zusätzlich mit kleinen Nägelchen fixiert. Das abgebrochene distale (untere) Stück des rechten Oberschenkelknochens wurde durch einen eingesteckten Holzstock in Position zum Rumpf gehalten.

## Befunde
Die erste anthropologische Untersuchung der oberflächlich von den anhaftenden Torfresten befreiten Leiche erfolgte durch U. Schaefer, die anatomische Untersuchung durch T. H. Schiebler vom Anatomischen Institut der Universität Kiel. Der Erhaltungszustand der Leiche war bis auf die Beschädigungen durch den Torfstich gut. Alle Eingeweide waren nahezu vollständig erhalten und konnten eingehend untersucht werden. Sie entsprachen in ihrer Form denen von lebenden Menschen, waren aber durch den Abbau der Parenchymzellen stark geschrumpft. Die ursprüngliche Körpergröße zu Lebzeiten des Mannes wurde aus den Knochen des linken Armes und Beines mit etwa 170 cm errechnet. Der Status der Epiphysenfugen an den Gelenkenden deutet ein Lebensalter von etwa 30 Jahren an. Bei den Neuuntersuchungen in den 2010er Jahren konnte das Lebensalter nicht weiter eingegrenzt werden, weil die umfangreichen Metalldrahtwicklungen im Bereich der Schambeinfuge zu erheblichen Artefakten auf den Röntgenaufnahmen führten, was eine entsprechende Auswertung vereitelte. Bei der Einlieferung in das Museum war die bei der Bergung noch wachsweiße Haut durch Oxidation bereits dunkel verfärbt. Eine wie bei vielen Moorleichen beobachtete Durchdringung der Haut durch Pflanzenwurzeln war beim Mann von Dätgen nur sehr gering ausgeprägt. Die Finger- und Zehennägel weisen unbeschädigte und glatte Schnittränder auf, die vermuten lassen, dass der Mann nicht schwer körperlich arbeitete. Die Geschlechtsbestimmung als männliches Individuum erfolgte aufgrund der für Männer typischen Beckenform, der allgemeinen Erscheinung des Knochenbaues sowie stark ausgeprägter Muskelleisten an den Oberarmen. Die Genitalien (Penis und Hodensack) des Mannes fehlten vollständig, aber die Ansätze der erhaltenen Hautlappen deuteten ebenfalls auf das männliche Geschlecht des Toten hin. Auch unter Hinzuziehung mehrerer Spezialisten ließ sich nicht klären, ob der Tote entmannt wurde oder ob eine andere Ursache für das Fehlen der Geschlechtsteile vorliegt. Die Vertreter der Entmannungstheorie stützen ihre Vermutung auf die ansonsten gut erhaltenen Hautpartien im näheren Umfeld der fehlenden Genitalien.
Die Hauthülle und das Skelett des Mannes weisen zahlreiche Verletzungen auf, die zum Teil durch massive Stiche und Schläge hervorgerufen wurden. Auf dem Brustkorb findet sich eine in das Herz führende klaffende, etwa 38 mm lange Einstichstelle eines scharfen Gegenstandes, der die fünfte Rippe durchstieß. Ebenfalls in der Brustregion befindet sich ein weiterer 14 mm langer Einstich. Auf dem Rücken weist der Körper des Toten über dem Hüftbeinrand einen dritten, etwa 32 mm langen Einstich auf. An dieser Stelle zeigt der Hüftbeinrand – in der Nähe des Kreuzbeins – ebenfalls eine Schlagmarke sowie abgetrennte Knochenstücke, die von einem von rechts geführten Schlag herrührten. Der erste Halswirbel hat zwei Einkerbungen an der Vorderseite. Der nicht mehr erhaltene siebte Brustwirbel wurde höchstwahrscheinlich durch einen Hieb von hinten oben durchtrennt, wie abgesprengte Wirbelfortsätze an den benachbarten Wirbeln anzeigen. Vermutlich wurde mit diesem Schlag der Kopf endgültig vom Rumpf getrennt, nachdem zuvor vergeblich versucht worden war, den Mann von vorn zu köpfen. Der dritte Lendenwirbel wurde von einem von oben geführten und der vierte Lendenwirbel von einem von unten geführten Schlag beschädigt. Die Langknochen der rechten Körperhälfte sowie die linke Beckenpartie weisen weitere Frakturen und Absplitterungen auf. Nach Lage der Leiche im Torf war jedoch ein Teil der letztgenannten Frakturen, ebenso wie die Lageverschiebung des rechten Hüftgelenks, höchstwahrscheinlich postmortal entstanden. Neuere Untersuchungen aus den 2010er Jahren bestätigten, dass die meisten Frakturen postmortal erfolgten, also durch Krafteinwirkungen auf die Leiche im Moor, bei der Bergung, dem Transport oder der Konservierung.
Auffällig an dem Skelett des Mannes waren die linksseitig deutlich stärker ausgeprägten Armknochen, die eine mögliche Linkshändigkeit des Mannes andeuten.
Die Untersuchung der Torfschichten um den Rumpf des Toten ergaben in Verbindung mit der Pollenanalyse, dass die mit Wasser gefüllte Schlenke etwas ausgetieft wurde, bevor der Körper des Mannes dort versenkt wurde.

### Letzte Mahlzeit
Der Darmtrakt enthielt größere Mengen verdauter Speisenreste, wohingegen im Magen  deutlich weniger Inhalt vorlag. Aus einer Probe des Mageninhaltes konnten Ackerspörgel, Ampfer-Knöterich, Kolbenhirse, Weizen sowie Beimengungen von Weißem Gänsefuß, Hederich, Reste von Moosblättchen sowie das Haarstück eines Menschen, Reste von vier tierischen Haaren aus der Familie der Hirsche (Cervidaen) wie Reh, Hirsch, Elch oder Rentier und Quarzsandkörner bestimmt werden. Die Probe aus dem Dünndarm enthielt außer dem Menschenhaar die im Magen identifizierten Bestandteile. In der Probe aus dem Enddarm wurden zusätzlich noch Holzkohleteilchen, ein abgeschnittenes Menschenhaar und eine etwa 0,5 mm lange rote Wollfaser identifiziert. Zusammenfassend beinhalteten die letzten Mahlzeiten des Mannes Hirse, Weizen und etwas Fleisch, möglicherweise vom Hirsch, und einen Anteil wildwachsender Feldfrüchte. Einige wenige Samen von Unkräutern sind vermutlich unbeabsichtigt in die Nahrung gelangt.

### Fehlende Kleidung
Außer dem um das linke Fußgelenk geschlungenen und verknoteten Wollfaden wurden keine weiteren Spuren oder Reste von Kleidung oder Schmuck beobachtet. Der Wollfaden hat eine Länge von 54 cm, einen Durchmesser von etwa 1,3 mm und besteht aus zwei in S-Richtung verzwirnten Fäden, die in Z-Richtung versponnen wurden. Ob der Mann von Dätgen allerdings auch nackt in das Moor gelangte, ist nicht sicher, da eine möglicherweise vorhandene Kleidung aus pflanzlichen Fasern im sauren Moormilieu vergangen sein kann. Der Wollfaden diente höchstwahrscheinlich nicht zur Fesselung des Mannes, da er dafür zu schwach ist.

### Kopf

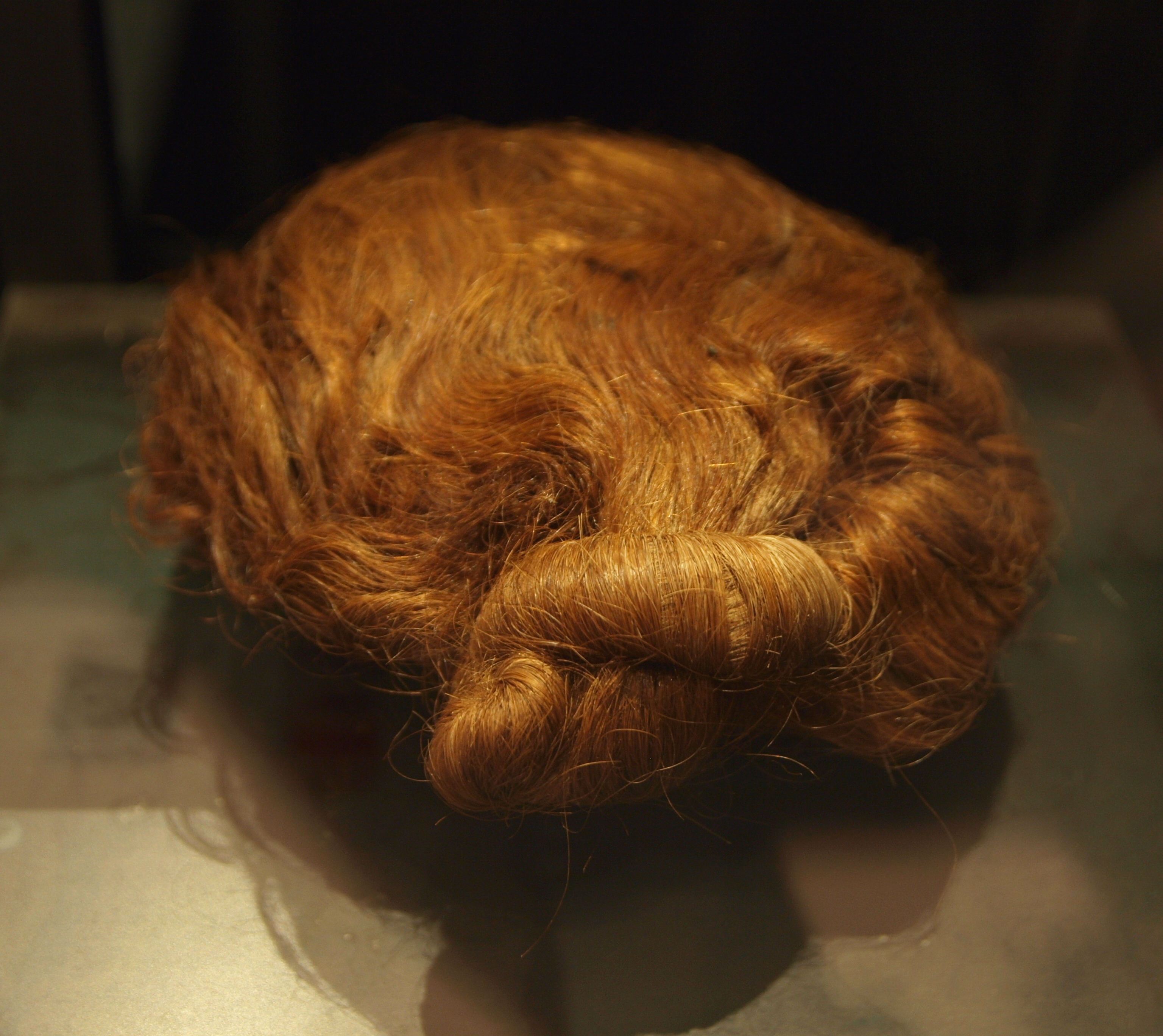
Die erhaltenen Kopfhaare mit Suebenknotenfrisur.

Nach Ansicht der untersuchenden Wissenschaftler gehört der abgetrennte Kopf mit an Sicherheit grenzender Wahrscheinlichkeit zu dem ein halbes Jahr vorher gefundenen Körper. Die pollenanalytischen Untersuchungen der Torfschicht ergaben, dass der Kopf am Rande einer mit Wasser gefüllten Schlenke niedergedrückt wurde, und es gab keine Anzeichen einer Eingrabung in den Grund des Loches. Die Schädelknochen des Kopfes waren zu großen Teilen durch das saure Moormilieu vergangen. Das Gehirn lag im Kopf als stark geschrumpfte braune Masse vor, die im Röntgenbild noch deutliche Strukturen der Gehirnwindungen erkennen ließ. Das sehr lange Kopfhaar trug der Mann zu einem Suebenknoten gebunden. Die Lage des Knotens auf den Resten des Kopfes deutet an, dass er den Suebenknoten – entgegen den historischen Überlieferungen – nicht oberhalb der Schläfe, sondern auf dem Hinterkopf trug. Im Bereich des Gesichtes waren etwa 4 bis 4,5 mm lange, krause Barthaare sichtbar. Die Haare sind durch die Lagerung im Moorwasser braun gefärbt; an einigen Stellen, speziell im Inneren des Haarknotens, sind noch hellblonde Haare erkennbar.

### Todesursache
Mehrere der dem Mann beigebrachten Verletzungen hätten für sich alleine schon zu seinem sicheren Tode geführt, beispielsweise der Herzstich, die Enthauptung, die Verletzungen an der Wirbelsäule oder die Kastration, sofern diese vorlag. Die Verletzungen an der Halswirbelsäule deuten an, dass zunächst versucht wurde, den Mann von der Vorderseite zu köpfen, was schließlich mit einem von der Rückenseite geführten Schnitt gelang. Die genaue Abfolge der einzelnen Verletzungen lässt sich heute nicht mehr sicher rekonstruieren, die Wissenschaft geht jedoch davon aus, dass die eigentliche Todesursache der Herzstich ist und er erst anschließend geköpft wurde. Die hier vorliegende Mehrfachtötung (Overkill) ist ebenfalls bei zahlreichen anderen Moorleichen, wie beispielsweise beim Lindow-Mann oder dem Mann von Osterby zu beobachten.

### Datierung
Aufgrund der Pollenanalyse aus den gezogenen Torfprofilen an der Fundstelle sowie 14C-Datierungen dreier Proben aus Moorschichten unter und über der Leiche in den 1960er Jahren ging man bisher davon aus, dass der Mann etwa um die Mitte des 2. Jahrhunderts v. Chr. getötet wurde. Eine aktuellere 14C-Datierung einer Haarprobe ergab dagegen einen Todeszeitpunkt im Zeitraum zwischen 135 und 385 n. Chr.

## Deutungsversuche
Der Mann von Dätgen schien aufgrund seiner körperlichen Merkmale wie gepflegter Finger- und Fußnägel sowie seiner langen Haare eine herausgehobene soziale Stellung in seinem mehr oder weniger weiten Umfeld innegehabt zu haben. Aufgrund der Fundsituation des Mannes, der Mehrfachtötung mit der Enthauptung, der möglichen Entmannung und seiner getrennt im Moor festgesteckten Körperteile stellte Karl Wilhelm Struve in den 1960er Jahren, angelehnt an Berichte des Publius Cornelius Tacitus in seiner Germania, eine sogenannte Strafopferthese zur Diskussion. Danach wurde der Mann möglicherweise für ein Vergehen wie eventuell Ehebruch, Mord oder Vergehen an einem Heiligtum bestraft und anschließend geopfert. Daneben stellte er noch weitere, damals gängige Theorien zur Diskussion, wobei er aber auch starke Bedenken an der Strafopfertheorie äußerte. Als wahrscheinlichere Theorie nannte er einen privat motivierten Mord in Verbindung mit der Vorstellung, durch die mehrfache Tötung, die Verstümmelung und das getrennte Verscharren an einem scheinbar unfruchtbaren Ort den Toten an einer Wiederkehr zu hindern. Aber auch nach den neuesten Untersuchen lässt sich weder bestätigen, noch widerlegen, ob einige der Knochenfrakturen Folge einer Mehrfachtötung (Übertötung, Overkill) sind.